# Ivan Čehok
Ivan Čehok (* 13. September 1965 in Korenjak nahe Maruševec, in der Gespanschaft Varaždin) ist ein kroatischer Politiker und Mitglied der Kroatischen Sozial-Liberalen Partei (HSLS).
Čehok ist ein ehemaliger Bürgermeister der Stadt Varaždin.